# Директан систем транслитерације бугарског писма
Директан систем транслитерације бугарске ћирилице (енгл. Streamlined System, буг. Обтекаема система) створио је Љубомир Иванов у Математичког института Бугарске академије наука 1995. године. Овај систем се користи за лична имена и географске називе од 2000 и 2006, а 2009. године постао је основа бугарског Закона о транслитерацији:
Директан систем је усвојен од стране УН у 2012. години и, за службену употребу у Сједињеним Државама и Великој Британији, од BGN и PCGN 2013. године.
| А A | Б B | В V  | Г G  | Д D  | Е E   | Ж ZH | З Z | И I  | Й Y  |
| К K | Л L | М M  | Н N  | О O  | П P   | Р R  | С S | Т T  | У U  |
| Ф F | Х H | Ц TS | Ч CH | Ш SH | Щ SHT | Ъ A  | Ь Y | Ю YU | Я YA |

Изузетак: Аутентичан латински правопис имена небугарског порекла има првенства (на примјер, James Bourchier, Émile de Laveleye и Wellington, а никако Dzheyms Baucher, Emil dyo Lavele или Uelingtan).
Директан систем је сличан бившем Систему BGN/PCGN од 1952. године за романизацију бугарског језика који је био на снази у САД-у као и у Уједињеном Краљевству до 2013. године. Други систем транслитерише ћирилићна слова Х, Ь и Ъ као KH, ’ (изоставник) и Ŭ, док први систем користи H, Y и A за ту сврху.
Слична оријентација на енглеску транслитерацију дешава се код осталих језика који користе ћирилицу, као што су руски и украјински, па, донекле, такође и македонски језик. Иванов предлаже да његов приступ транскрипцији се користити и за друге ћириличне писма, посебно руски.

## Илустрација
Примјер (Члан 1. Универзалне декларације о људским правима):
| Всички хора се раждат свободни и равни по достойнство и права. Те са надарени с разум и съвест и следва да се отнасят помежду си в дух на братство. |  | Vsichki hora se razhdat svobodni i ravni po dostoynstvo i prava. Te sa nadareni s razum i savest i sledva da se otnasyat pomezhdu si v duh na bratstvo. |

## Реверзибилна варијанта
Систем није реверзибилан, јер су А, Ж, Й, Ц, Ш, Щ, Ю, Я транслитеровани на исти начин као и односно Ъ, ЗХ, Ь, ТС, СХ,ШТ, ЙУ и ЙА.
Једну помоћну, реверзибилну варијанту директног система предложили су Љ. Иванов, Д. Скордев и Д. Добрев. Она се користи у одређеним случајевима, када првенство има реконструкција изворне бугарске речи. У том смислу, слова и комбинације слова Ъ, Ь, ЗХ, ЙА, ЙУ, СХ, ТС, ТШ, ТЩ, ШТ, ШЦ транслитеришу се као `A, `Y, Z|H, Y|A, Y|U, S|H, T|S, T|SH, T|SHT, SH|T, SH|TS.

## Критика
Овај систем је одбио дијакритичке знаке, који су се користили у научној системи Уједињених народа и може изазвати неспоразуме, уколико на пример изход (излаз) се транслитерује као izhod, а zh може означавати и звук ж. Такође може реч shodstvo (транслитеровано сходство, сличност) изговорити се са звуком ш уместо сх. Звук ъ, који је посебан у бугарском језику (и мора транслитировати се као ǎ према научном систему) у поређењу са другим словенским језицима, се губи у овом систему, пошто се транслитерује као a. Овај систем није једнозначан као научни систем Уједињених нација и без обзира на његово коришћење у бугарској влади, није наметнут у државама чији језик није енглески.